# VFA-32
32ème Escadron de chasseurs d'attaque
Le Strike Fighter Squadron THREE TWO (STRKFITRON 32 ou VFA-32), est un escadron de chasseurs d'attaque de l'US Navy stationné à la Naval Air Station Oceana, en Virginie, aux États-Unis. L'escadron a été créé en 1937 et est surnommé "Fighting Swordsmen" . 
Le VFA-32 est équipé du F/A-18E/F Super Hornet ; leur indicatif radio est Gypsy et leur code de queue est AC. Il est actuellement affecté au Carrier Air Wing Three sur l'USS Dwight D. Eisenhower (CVN-69) et sous le commandement du Strike Fighter Wing Atlantic (Naval Air Force Atlantic).

## Historique

### Années 1940

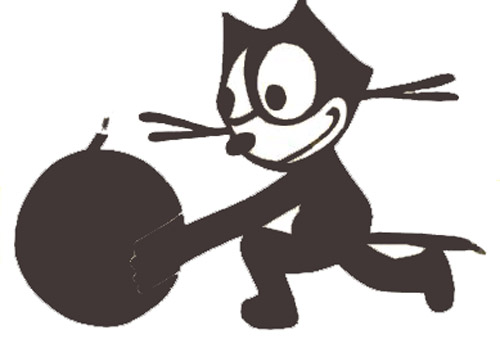
Insigne du VBF-3 "Felix the Cat"

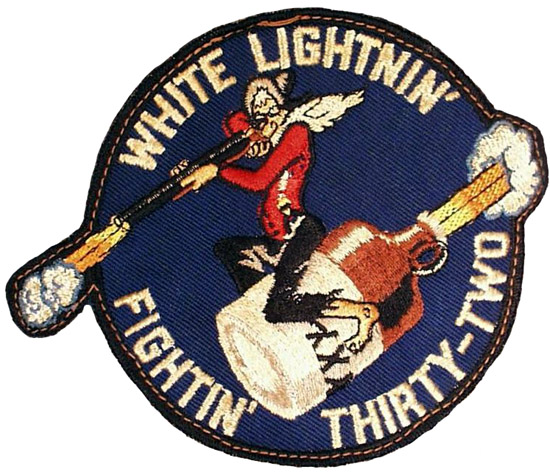
Insigne du VF-32

À l'origine l'escadron a été créé sous le nom de Bombing Fighting Three (VBF-3) le 1er février 1945, pilotant le Grumman F6F Hellcat, lorsqu'il a été séparé du VF-3, le célèbre escadron Felix. Fritz Wolf, ancien membre de l'American Volunteer Group (AVG) ou Flying Tigers, a été nommé premier commandant du VBF-3. À l'époque, les porte-avions de la marine américaine se rapprochaient des îles japonaises et faisaient face à des attaques agressives de Kamikaze. Le VBF-3 a été affecté au Carrier Air Group THREE à bord de l'USS Yorktown (CV-5) dans le théâtre du Pacifique. Le 16 février 1945, les pilotes du VBF-3 sont devenus les premiers pilotes embarqués de la Marine à frapper les îles japonaises. Au cours de l'action intense de ce jour-là, l'escadron a abattu 24 avions japonais, ce qui lui a valu la Presidential Unit Citation.
Le 15 novembre 1946, le VBF-3 a été renommé VF-4A et est passé au F8F-1 Bearcat. Le 7 août 1948, le VF-4A est devenu le VF-32 et est passé au F4U Corsair.

### Années 1950

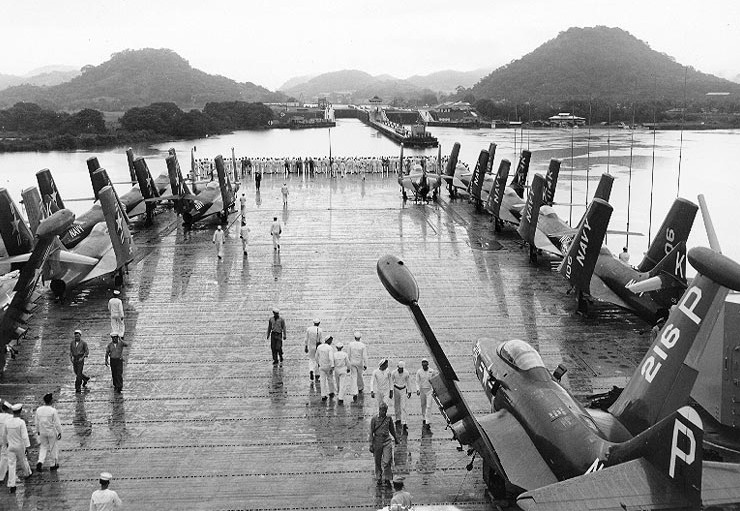
Grumman F9F-6 de VF-32 sur l'USS Tarawa en 1954

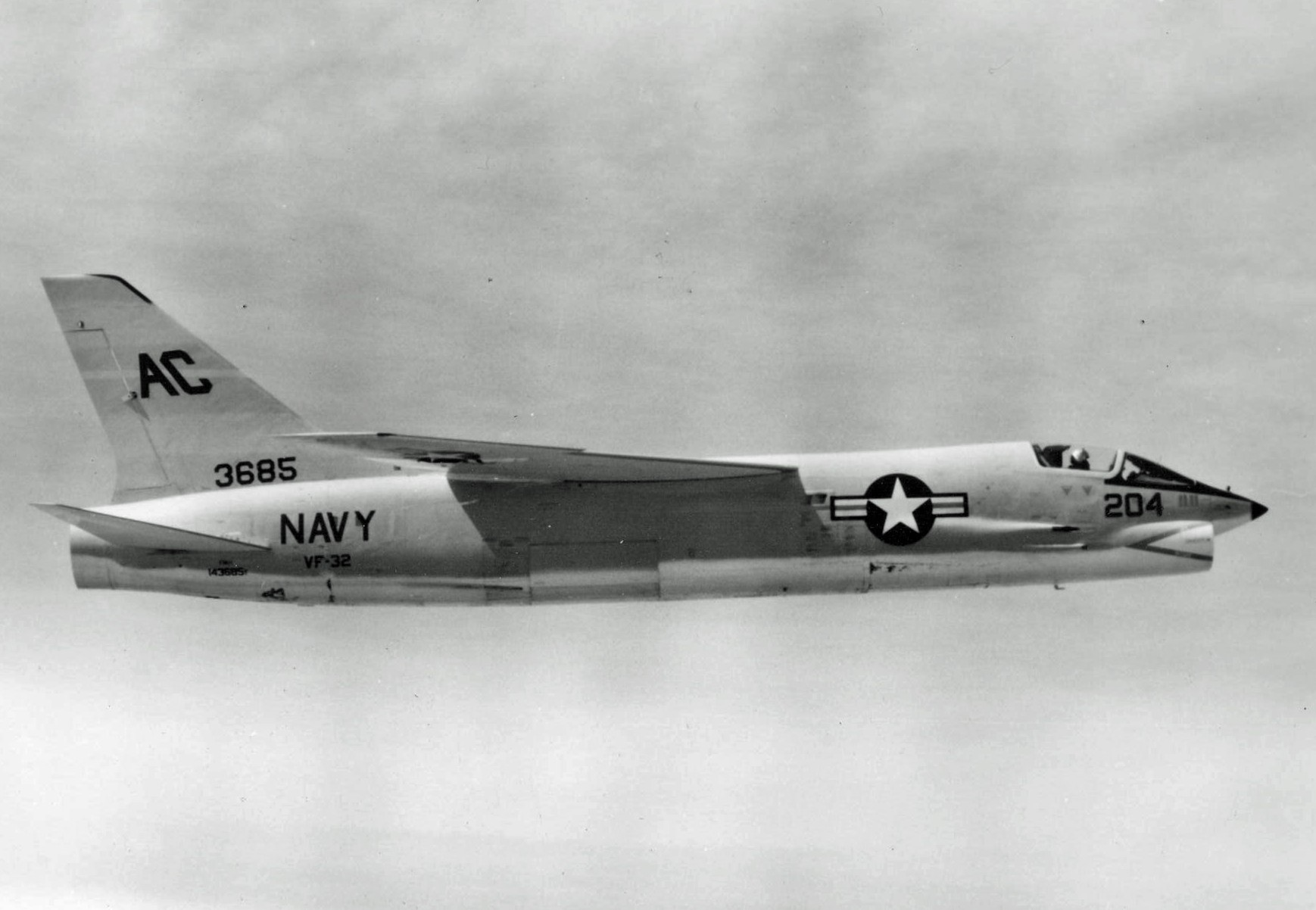
F8 Crusader du VF-32 (CVW-3) en 1958

En 1950, l'escadron a été déployé pour la guerre de Corée avec des F4U Corsair à bord de l'USS Leyte (CV-32). 
En novembre 1952, l'escadron retourna sur la côte est et devint le premier escadron à exploiter le F9F-6 Cougar à ailes en flèche. Le VF-32 a effectué des déploiements ultérieurs à bord de l'USS Tarawa (CV-40) en 1953 et de l'USS Ticonderoga (CV-14) en 1955. En 1956, le VF-32 est devenu le premier escadron à passer au F8U-1 Crusader, devenant ainsi le premier escadron sur intercepteur supersonique de la Marine. 
Alors qu'il était déployé à bord de l'USS Saratoga (CV-60) en tant qu'unité du Carrier Air Group THREE, le VF-32 a participé à la crise de 1958 au Liban.

### Années 1960

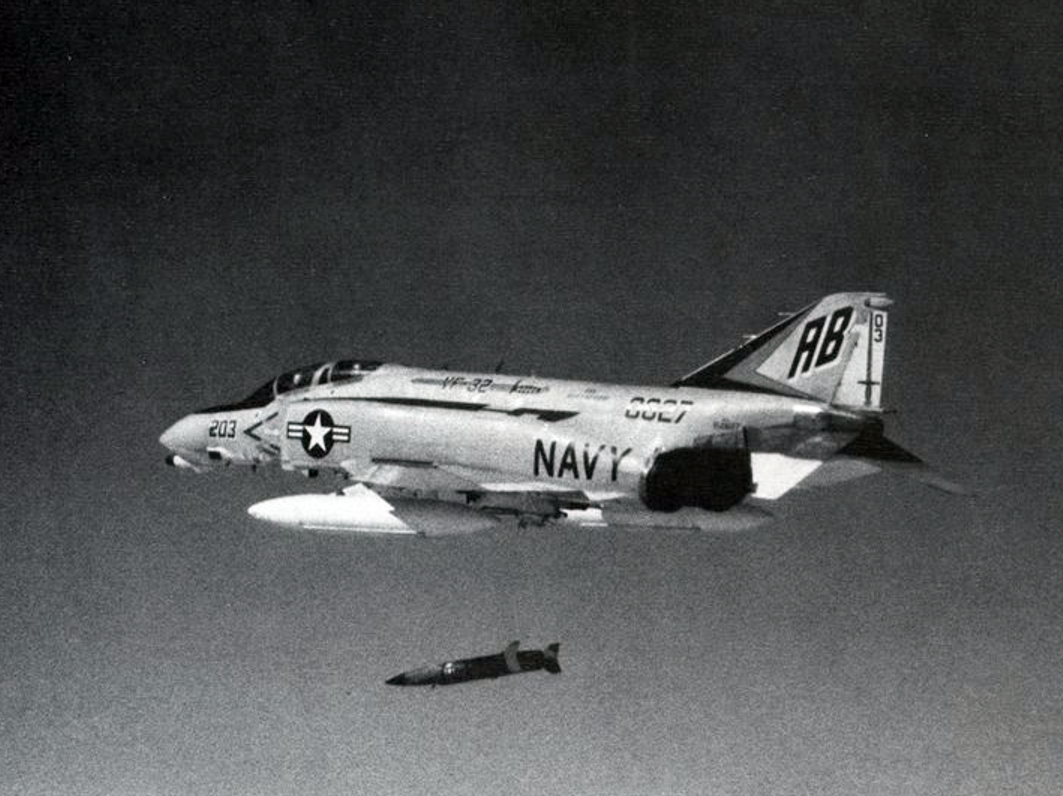
F-4B Phantom du VF-32 en 1971

Pendant la crise des missiles de Cuba à la fin de 1962, le VF-32 a effectué 96 sorties pour soutenir les vols de reconnaissance photographique et les missions de collecte de renseignements. Après son retour en 1965, l'escadron a été transféré au NAS Oceana, en Virginie, et est passé au F-4B Phantom II et a été détaché du Carrier Air Group THREE, mettant fin à une relation qui durait depuis la création de l'escadron.
En juin 1966, le VF-32 s'est embarqué à bord de l'USS Franklin D. Roosevelt (CV-42) en tant que composante du Carrier Air Group ONE et a navigué pour la Yankee Station (en) en Asie du Sud-Est. L'escadron a effectué 940 sorties de combat pendant trois périodes de ligne en cinq mois, établissant un record de combat très réussi pour la guerre du Vietnam, ne perdant aucun avion ni équipage. En mai 1968, le VF-32 s'est déployé à bord de l'USS John F. Kennedy (CV-67) pour son voyage inaugural.[2]

### Années 1970

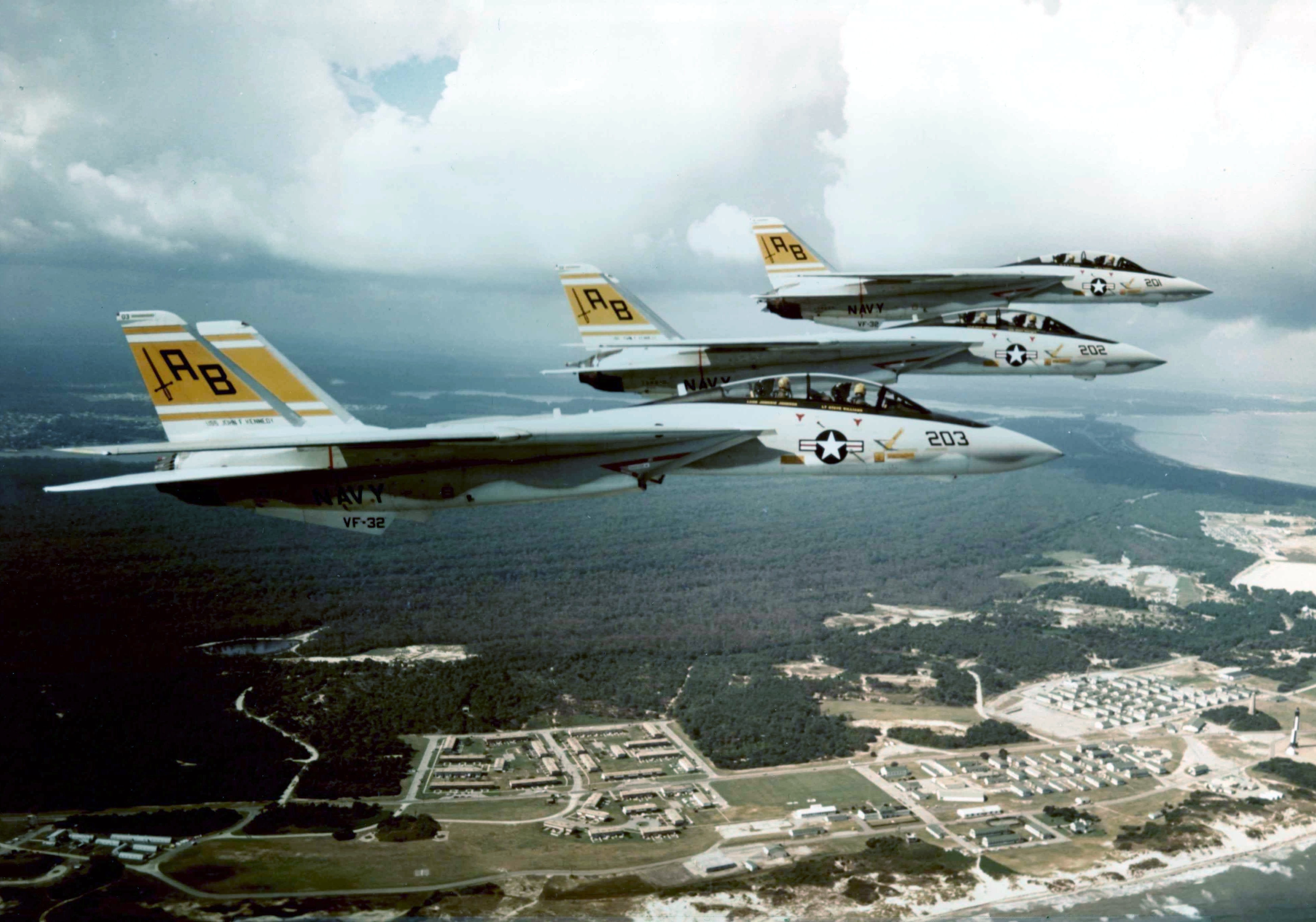
F-14A Tomcat du VF-32 (CVW-1) en 1974

En 1974, le VF-32 est passé au Grumman F-14 Tomcat au NAS Miramar avant de rejoindre le NAS Oceana. Il a effectué le premier déploiement de F-14 de la flotte de l'Atlantique en juin 1975. 
En octobre 1977, le VF-32 est devenu le premier escadron de la flotte à voler contre le F-15 Eagle de l'US Air Force, ouvrant la voie à un entraînement au combat aérien entre les deux corps. Le VF-32 s'est de nouveau embarqué pour la Méditerranée à bord de l'USS John F. Kennedy (CV-67) de juin 1978 à mars 1981 au sein du CVW-1 pour troisdéploiements. Au cours de ces déploiements, le VF-32 a effectué le premier test et évaluation de la flotte du nouveau système de caméra de télévision, puis avec des missiles AIM-9 Sidewinder pour une évaluation et  des tirs de missiles AIM-54 Phoenix et AIM-7 Sparrow sur cinq cibles se déplaçant à Mach 2,5. En octobre 1979, le VF-32 avait effectué en 10 ans 33.000heures vol sans accident, dont 17.000 dans le F-14A.

### Années 1980

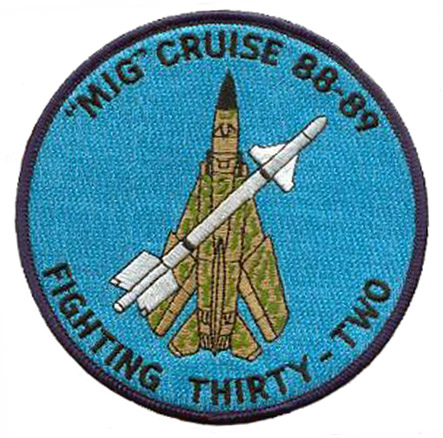
Patch spécial du déploiement de 1988-89

De 1982 à 1985, le VF-32 a effectué trois déploiements à bord de l'USS Independence (CV-62). Trois Tomcat ont été modifiés pour transporter le pod TARPS du système de reconnaissance aérienne tactique. Au sein du Carrier Air Wing Six, l'escadron intervient sur la guerre du Vietnam pour des missions de patrouille aérienne de combat puis sur des positions syriennes au Liban pour fournir des images TARPS pour les frappes aériennes du CVW-6/CVW-3. Le VF-32 a également effectué des missions à l'appui de l'Opération Urgent Fury à la Grenade.
L'escadron a rejoint le Carrier Air Wing Three de 1986 à  1993 à bord du USS John F. Kennedy (CV-67) pour quatre déploiements...

### Années 1990
Lorsque le Koweït a été envahi par les forces irakiennes en août 1990, le VF-32 a rejoint le CVW-3, a été rappelé d'urgence de la Nellis Air Force Base pour aller se préparer au NAS Oceana  à l'Opération Desert Shield aux côtés de l'USS Saratoga (CVA-60), puis pour l'Opération Tempête du désert. Le VF-32 a enregistré 1.445 heures de vol de combat sur 403 missions, dont 38 missions de combat TARPS.

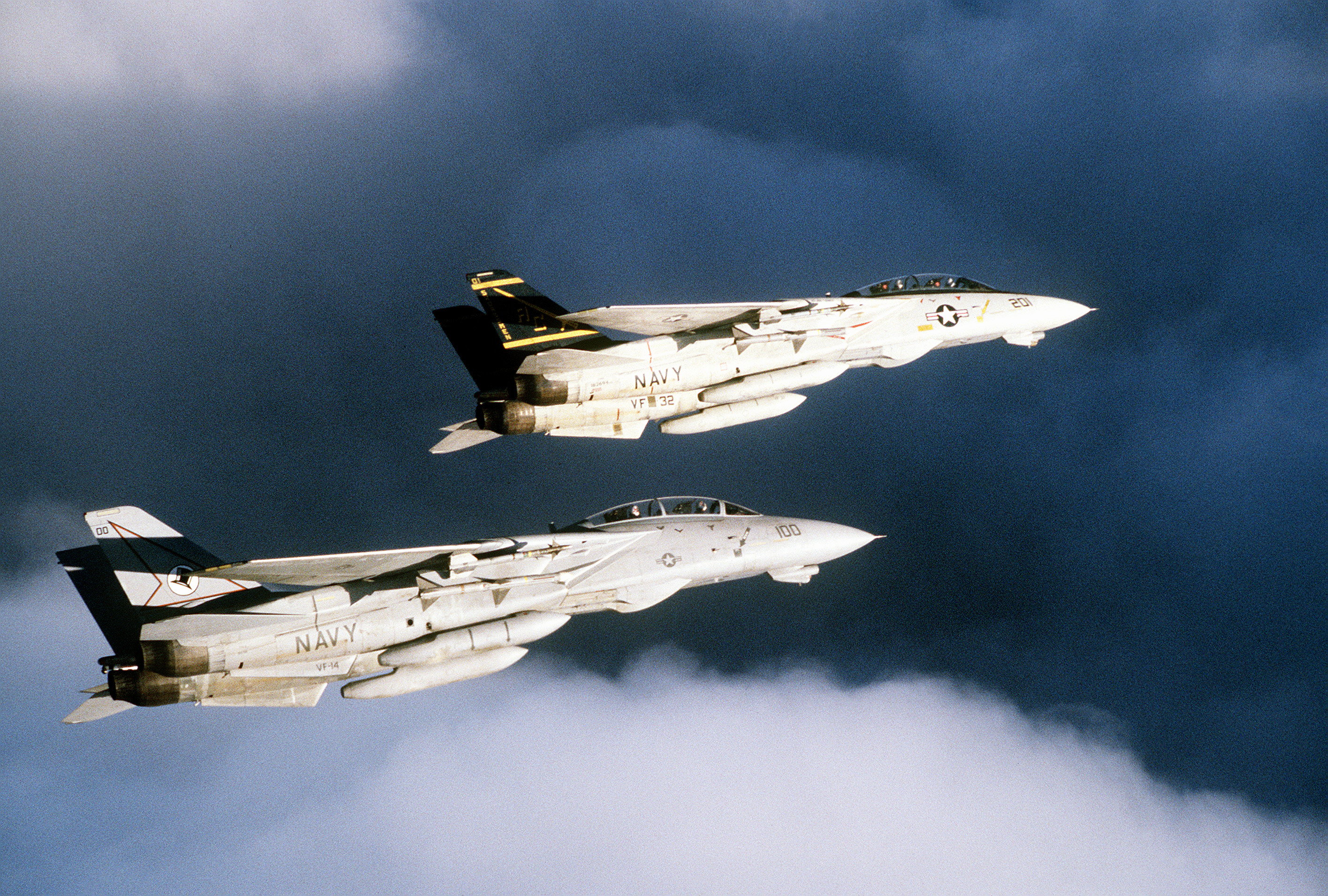
DeuxF-14 Tomcat des VF-14 et VF-32 opérant à partir de l'USS John F.Kennedy

Le VF-32, à bord de l'USS John F. Kennedy, a mené de nombreuses opérations air-sol dans la mer Adriatique à l'appui de l'Operation Provide Promise (en), marquant le début de la mission de combat/attaque des F-14 Tomcat  et a fourni un important soutien de patrouille aérienne des C- 130 pour de largage de nourriture dans l'ex-Yougoslavie. 
En mai 1994, le VF-32 et le CVW-3 embarquèrent à bord de l'USS Dwight D. Eisenhower (CVN-69). Ce déploiement de quatre semaines a marquant la première longue période en mer où les femmes ont travaillé aux côtés des hommes sur un porte-avions de la flotte. De 1994 à 2000, le VF-32' s'est déployé plusieurs fois sur des transporteurs différents accomplissant des missions à l'appui de l'Opération Southern Watch sur l'Irak et au-dessus de la Bosnie-Herzégovine à l'appui de l'Opération Deny Flight.En août 1997, le VF-32 a commencé la transition du F-14A au F-14B. En fin 1998, avec l'échec de l'Irak à coopérer avec les inspections des Nations-Unies sur les sites d'armes connus, l'Opération Desert Fox a été lancée le 16 décembre 1998 et le VF-32 a pris part à de nombreuses frappes dont l'emploi des premiers GBU-24 Paveway III (en) (bombe guidée laser) et la première utilisation au combat du Lockheed Martin LANTIRN, le premier F-14 autonome avec jumelles de vision nocturne.

### Années 2000

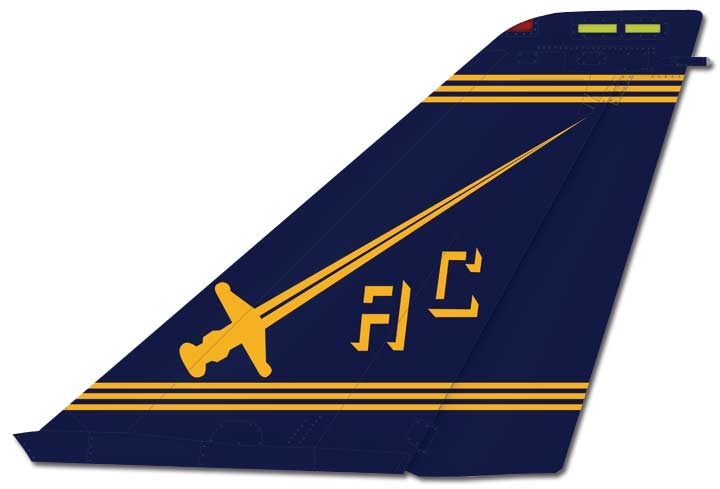
Marque de queue du F-14 du VF-32 en 2004

De 2000 à 2003, le VF-32 s'est déployé deux fois à bord de l'USS Harry S. Truman (CVN-75) en soutien à l'Opération Southern Watch, de l'Opération Noble Eagle puis de l'Opération Iraqi Freedom (OIF) à l'appui des Forces spéciales américaines sur le terrain. 
Le VF-32 a été impliqué dans le pire incident de tir ami de la guerre lorsque, le 6 avril 2003, un F-14 a été autorisé à attaquer un char irakien près de Dibakan, à 48 km au sud-est de Mossoul. Au lieu de cela, il a largué par erreur une seule bombe à guidage laser sur un convoi de véhicules composé de forces spéciales américaines et de combattants kurdes tuant 18 combattants kurdes et 4 soldats américains.

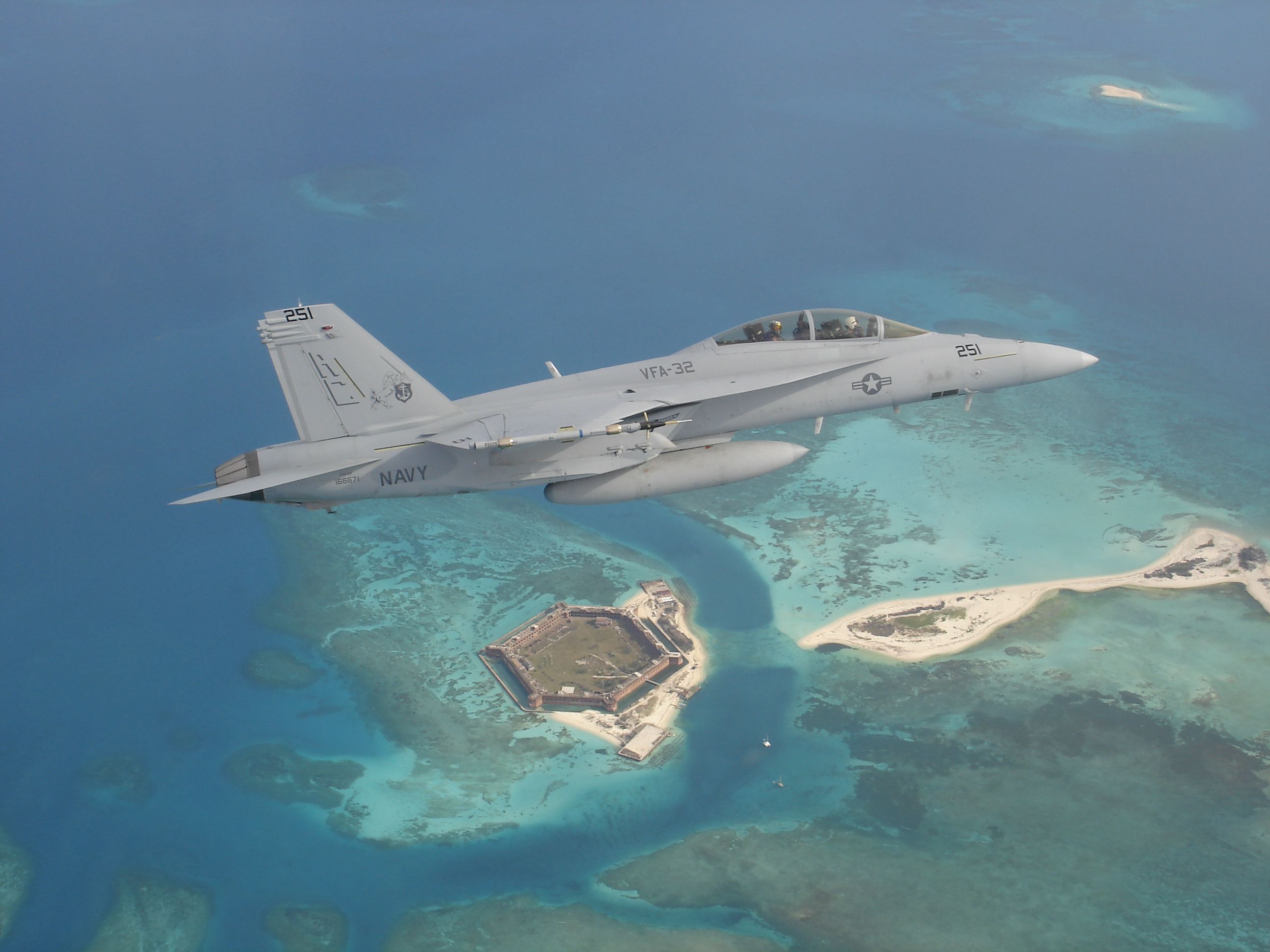
Le VFA-32 exploite désormais le F/A-18F Super Hornet

En octobre 2005, le VF-32' est passé au F/A-18F Super Hornet et en novembre 2005, l'escadron a été désigné Strike Fighter Squadron Thirty Two (VFA-32) au sein du CVW-3. De novembre 2007 à avril 2014, le VFA-32 a embarqué trois fois sur l'USS Harry S. Truman (CVN-75) en Méditerranée et golfe Persique. En 2016, il a embarqué sur l'USS Dwight D. Eisenhower (CVN-69) en Méditerranée.